# Sjoukje Dufoer
Sjoukje Dufoer (Bruges, Flandes Occidental, 5 d'octubre de 1987) va ser una ciclista belga que fou professional del 2008 al 2012.

## Palmarès
- 2009
  - Vencedora d'una etapa al Tour féminin en Limousin